# Dušan Perniš
Dušan Perniš est un footballeur international slovaque né le 28 novembre 1984 à Nitra. Il joue au poste de gardien de but au PFK Beroe Stara Zagora. Il fait partie des 23 Slovaques qui participe à la Coupe du monde 2010.

## Palmarès
- Avec le MŠK Žilina
  - Champion de Slovaquie en 2010
- Avec Dundee United
  - Vainqueur de la Coupe d'Écosse en 2010
- Avec le Slovan Bratislava
  - Champion de Slovaquie en 2014

## Sélections
- 7 matchs avec l'équipe nationale slovaque.